# ケイ・アイヴィー
ケイ・エレン・アイヴィー（英語：Kay Ellen Ivey、1944年10月15日 - ）はアメリカ合衆国の共和党の政治家。2017年からアラバマ州知事を務めている。  アラバマ州財務官や副知事を歴任した。

## 来歴
副知事だった2017年4月、ロバート・ジュリアン・ベントレー知事のスキャンダルによる辞任を受け後継の知事に就任。アラバマ州の2番目の女性知事および最初の共和党所属の女性知事となった。ベントレーの残り任期を務め、2018年11月6日に執行された州知事選挙に立候補し、タスカルーサの市長であるウォルト・マドックスを大差で破って初当選。2022年11月8日の州知事選挙でヨランダ・フラワーズ (Yolanda Flowers)を破り再選された。

## 私生活
二度の離婚歴があり、子供はいない。オーバーン大学在学中にベン・ララヴィアと結婚した。
2019年に肺癌と診断され、2019年9月20日にアラバマ大学バーミンガム校で外来治療を受けた。2020年1月に放射線治療により、癌は完治したと宣言された。